# Yolina balfourbrownei
Yolina balfourbrownei är en skalbaggsart som beskrevs av Olof Biström 1988. Yolina balfourbrownei ingår i släktet Yolina och familjen dykare. Inga underarter finns listade i Catalogue of Life.